# Вилаят Сахель
Вилая́т Сахель (араб. ولاية الساحل‎) — террористическое отделение Исламского государства, действующее в Сахеле. Ячейка была сформирована 15 мая 2015 года в результате раскола внутри военизированной группировки «Аль-Мурабитун». Раскол произошёл после присоединения одного из лидеров «Аль-Мурабитун», Аднана Абу Валида ас-Сахрави, к Исламскому государству.
Группировка «Аль-Мурабитун» была создана 22 августа 2013 года после слияния двух других группировок — Движения за единство и джихад в Западной Африке (ДЕДЗА) и Эль-Муагуин Биддам. 13 мая 2015 года Аднан Валид ас-Сахрави и другие боевики ДЕДЗА присягнули на верность Исламскому государству. Это отделение ИГ действовало независимо и его присяга не принималась до 30 октября 2016 года, после чего официальное руководство ИГ приняло эту присягу.
В декабре 2015 года около 100 боевиков присягнули на верность Исламскому государству в Большой Сахаре. Ряды группировки пополнились десятками малийских боевиков и сочувствующих им из области Гао, близ Менаки.
28 ноября 2019 года власти Испании сделали предупреждение о возможности терактов в регионе против граждан Испании, посещающих или работающих в лагерях сахарских беженцев в Западной Сахаре.
Власти Испании опасались, что теракты совпадут с празднованием Дня Конституции Испании (6 декабря). Спецслужбы предупреждали об опасности нападения джихадистов в районе Сахары на лагеря беженцев в Тиндуфе в Алжире. Сахарская Арабская Демократическая Республика отвергла эту угрозу.
В декабре 2021 года французская армия объявила, что она убила в Нигере одного из исполнителей казни шести французских гуманитарных работников и их нигерийских товарищей в заповеднике Куре в августе 2020 года. Этот человек представлен как Сумана Бура Л. идентифицировал его как руководителя группы из нескольких десятков бойцов ИГБС в районе Гобер-Гуру и Фиро на западе Нигера, члена Исламского государства в Большой Сахаре (ИГБС).

## Организация, силы и расположение

### Командование
Группа была создана и возглавляется Аднаном Абу Валидом ас-Сахрави. Ас-Сахрави, возможно, был заменён к концу 2019 года новым эмиром Абдул Хакимом ас-Сахрави. Среди других командиров — Дундун Шефу, Иллиассу Джибо по прозвищу Пети Чафори (или Джафори) и Мохаммед Аг Альмунер, известный как «Тинка», убитый французской армией 26 августа 2018 года.

### Силы
В начале 2017 года Марк Мемье, исследователь французского Института международных отношений, подсчитал, что у Исламского государства в Великой Сахаре было несколько десятков человек — не считая сочувствующих — в основном малийцев из области Гао. В конце 2015 года RFI указала, что численность боевиков группировки составляет около ста человек.
Согласно отчёту Центра по борьбе с терроризмом в Вест-Пойнте, в августе 2018 года в стране насчитывалось 425 боевиков ИГ.

### Подконтрольная территория и этнический состав группировки
Группировка расположилась в области Гао, вблизи города Менака.
Как и в случае с другими вооружёнными группировками в Сахеле, джихадисты это или нет, сахарское отделение ИГ является частью в основном общинной динамики. Таким образом, большая часть его боевиков — это народ фульбе. В Мали последние по большей части являются гражданами Нигерии, которых засуха и демографический всплеск народов Зармы и Хауса вытеснил в Мали. Аднан Абу Валид ас-Сахрави завоевал поддержку многих членов этой общины, пообещав защитить их от набегов и кражи скота, совершаемых туарегами, в том числе народом дауссахак.